# Gustav Jäger (Maler)

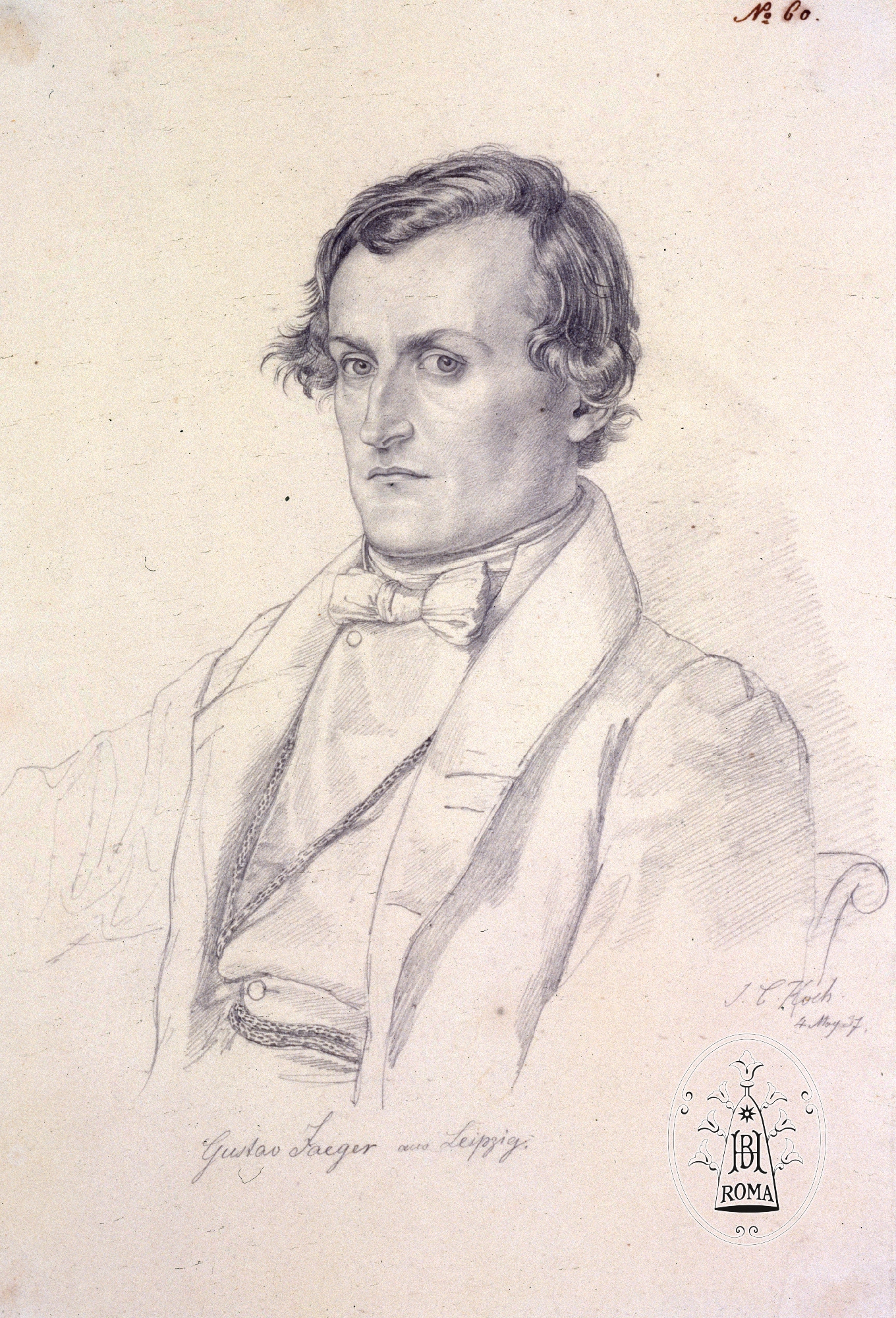
Gustav Jaeger, gezeichnet von Johann Carl Koch, Rom 4. Mai 1837

Gustav Jäger (* 12. Juli 1808 in Leipzig; † 19. April 1871 ebenda) war ein deutscher Maler.

## Leben

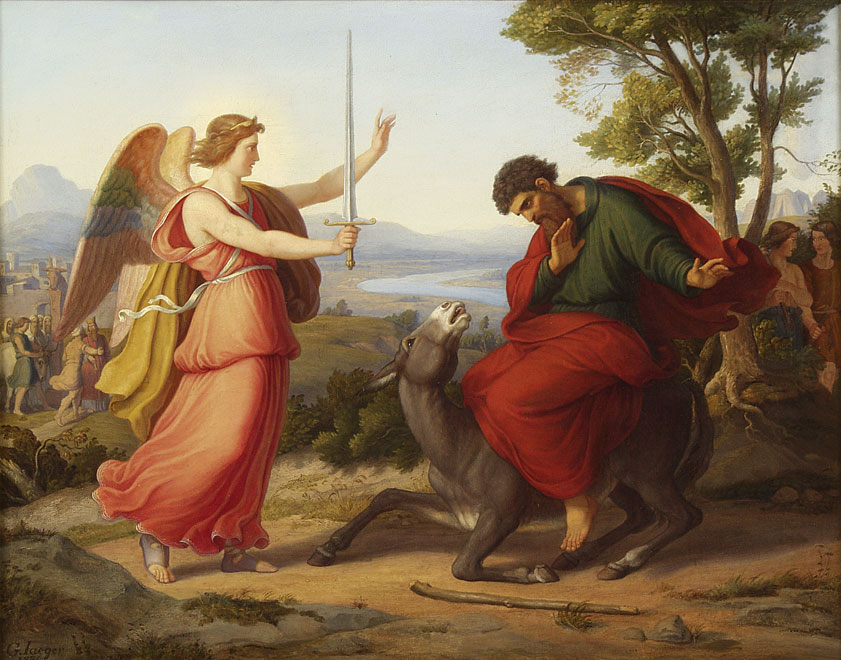
Bileam mit Engel

Gustav Jäger wurde erst in der Akademie in Leipzig (bei Veit Hanns Schnorr von Carolsfeld), dann kurz in Dresden auf der Akademie ausgebildet und ging 1830 nach München, wo er sich Julius Schnorr von Carolsfeld anschloss. Er malte Gemälde biblischen Inhalts in der Auffassung der Nazarener.
In Rom, wohin er sich 1836 begab, malte er das Bild des Bileam mit dem Engel. 1836/37 war er in Rom und 1837 in Neapel. Verschiedene seiner Gemälde wurden vom Herzog von Weimar und König von Sachsen erworben. 1837 wurde er nach München berufen und beteiligte sich hier unter Schnorr von Carolsfeld an den Freskomalereien im Königsbau, namentlich an der Ausmalung des Habsburg- und des Barbarossasaals sowie an den kleineren Darstellungen im Saal Karls d. Gr. 
Der Ölmalerei sich wieder zuwendend, schuf er darauf eine Grablegung Christi (ausgestellt in München 1845 und danach im Leipziger Museum). 1847 wurde er Direktor der Akademie in Leipzig, doch übernahm er noch 1850 an Schnorrs Stelle die Ausführung eines der großen Freskobilder im vierten Nibelungensaal zu München. Ende der 1830er Jahre wurde er von Cotta mit der Illustration einer Prachtausgabe der Bibel beauftragt, die 1850 erschien.
Im Weimarer Stadtschloss ist das Herder-Zimmer von ihm ausgemalt (1848 vollendet), mit Themen aus der Dichtung Herders. Andere Wandgemälde Jägers finden sich in den Kirchen zu Schönefeld und Klein-Pötzschau bei Leipzig wie in der Aula der Teichmannschen Unterrichtsanstalt daselbst. 
Daneben malte er Staffeleigemälde, wie: Magdalena zu Christi Füßen u. a. Seine Werke umfassen einen kleinen Kreis, aber umso inniger ist die Empfindung, mit der sie geschaffen wurden. Er war in der Freskomalerei geübter als in der Ölmalerei. 
Das Altarbild „Christus als Friedensfürst“ in der Dorfkirche Rüdigsdorf wurde von Jäger als Hinterglasmalerei ausgeführt. Jäger starb am 19. April 1871 in Leipzig.
Er war ein begabter Porträtzeichner, übte dieses Fach aber wenig aus.
1837 wurde sein Porträt von Johann Carl Koch als Zeichnung ausgeführt.
Am 1. Mai 1851 heiratet er seine Frau Anna Christiane, geborene Löschke (1827–1875). Sein Sohn war der Pfarrer Johannes Jäger in Kiebitz bei Oschatz, dessen Sohn Gustav Johannes, genannt Hans Jäger, war ebenso Maler und Grafiker.
Gustav Jäger und seine Frau wurden im Erbbegräbnis Nr. 79 in der III. Abteilung des Neuen Johannisfriedhofs beerdigt.